# Bitwa pod Bohusławiem

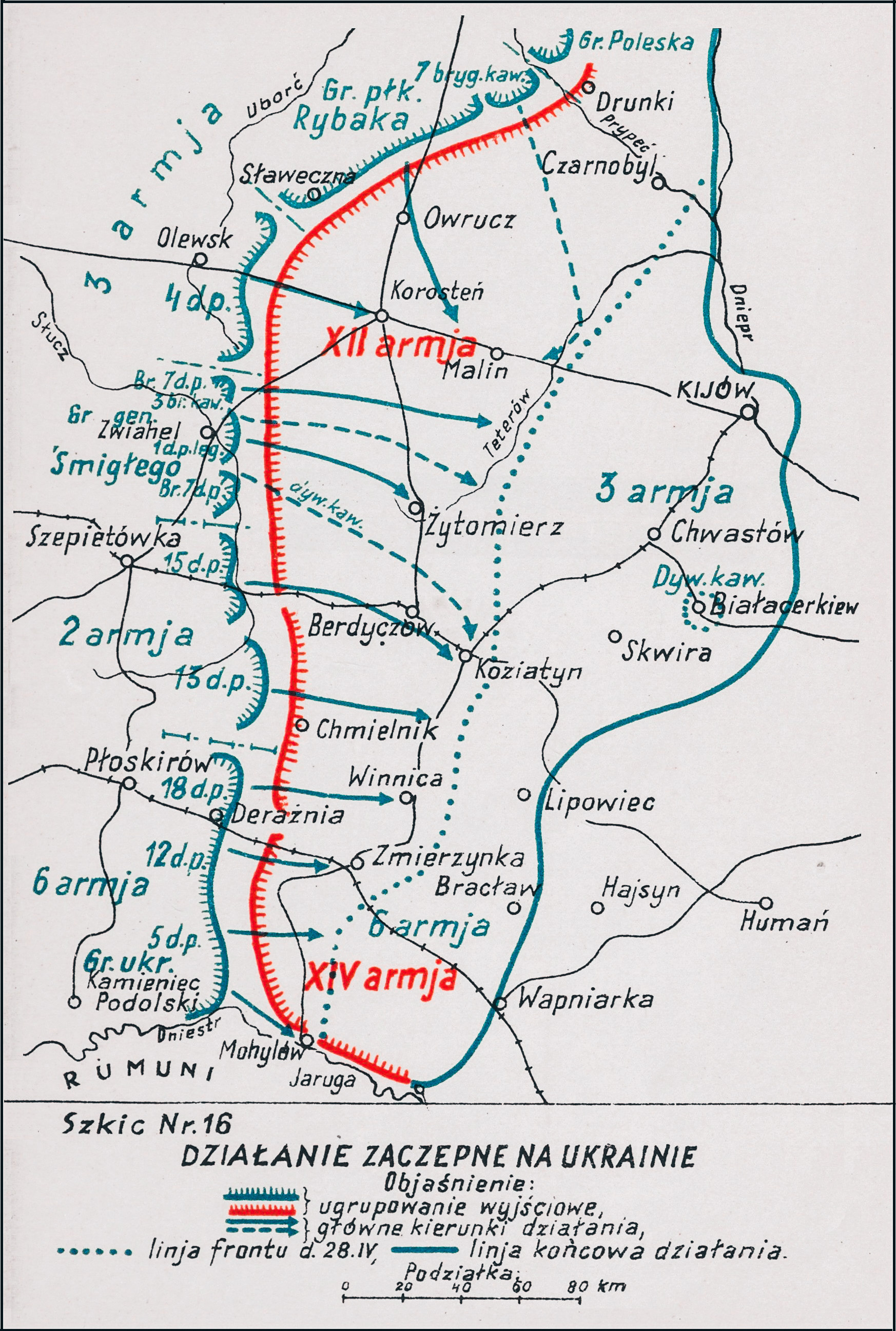
Adam Przybylski,
Wojna Polska 1918–1921

Bitwa pod Bohusławiem – walki polskiej Dywizji Jazdy gen. Aleksandra Karnickiego i 6 Dywizji Piechoty z oddziałami sowieckiej 44 Dywizji Strzelców toczone w okresie II fazy operacji kijowskiej w czasie wojny polsko-bolszewickiej.

## Geneza
25 kwietnia rozpoczęła się polska ofensywa na Ukrainie. Zgrupowane na froncie od Starej Uszycy nad Dniestrem po Prypeć trzy polskie armie uderzyły na wschód. Za wewnętrznymi skrzydłami 2 i 3 Armii była ześrodkowana Dywizja Jazdy gen. Jana Romera.
Po stronie sowieckiej broniły się 12 Armia Siergieja Mieżeninowa w składzie 7., 44. i 58 DS oraz 17 DK, która osłaniała kierunek kijowski i białocerkiewski, a na lewym skrzydle  14 Armia Ijeronima Uborewicza w składzie 21., 41., 45. i 60 DS oraz 8 DK broniąca kierunku Żmerynka-Bracław.
W drugiej fazie polskiej ofensywy na Ukrainie Dywizja Jazdy nocą z 2 na 3 maja zajęła Białą Cerkiew. Tu otrzymała zadanie osłony południowego skrzydła 3 Armii maszerującej na Kijów i północnego skrzydła 2 Armii. Dywizja miała osiągnąć rejon Karapysze - Mironówka, a równocześnie prowadzić rozpoznanie na Kaniów i Czerkasy. 6 maja oddziały Dywizji Jazdy walczyły pod Olszanicą i Kahorlikiem, a 8 maja zajęły Szubówkę.
Przygotowując ofensywę na Ukrainie, dowództwo sowieckie wydzieliło z 12 Armii grupę Jakira, złożoną z dwóch dywizji i brygady piechoty oraz brygady kawalerii. Szykowała się ona do uderzenia przez Białą Cerkiew na Chwastów, na prawe skrzydło polskiej 3 Armii.

## Walczące wojska
| Jednostka                     | Dowódca                        | Podporządkowanie  |
| Wojsko Polskie                |                                |                   |
| Dywizja Jazdy                 | gen. Aleksander Karnicki       | 2 Armia           |
| ⇒ 5 Brygada Jazdy             |                                | Dywizja Jazdy     |
| → 1 pułk ułanów               | płk Stefan Dziewicki           | 5 BJ              |
| → 16 pułk ułanów              | mjr Wilhelm Światołdycz-Kisiel | 5 BJ              |
| → 2 pułk szwoleżerów          |                                | 5 BJ              |
| ⇒ 4 dywizjon artylerii konnej |                                |                   |
| 6 Dywizja Piechoty (6 DS?)    |                                |                   |
| pociąg pancerny „Paderewski”  |                                |                   |
| Armia Czerwona                |                                |                   |
| 44 Dywizja Strzelców          | komdyw. Iwan Dubowoj           | Grupa Jony Jakira |
| ⇒ 130 Bohuńska BS             |                                | 44 DS             |
| ⇒ 131 Taraszczańska BS        |                                | 44 DS             |
| → 391 pułk strzelców          |                                |                   |

## Walki pod Bohusławiem
17 maja 1920 Dywizja Jazdy gen. Aleksandra Karnickiego stała w rejonie Rokitna. 
W związku z napływającymi informacjami o marszu 1 Armii Konnej Siemiona Budionnego na front ukraiński i oznakami postępującej koncentracji sił nieprzyjaciela, dowództwo polskiej 2 Armii nakazało prowadzenie intensywnych działań rozpoznawczych, celem ustalenia sowieckich zamiarów.
22 maja dowódca Dywizji Jazdy zarządził wypad na Bohusław. Jego celem było zniszczenia zgrupowanych tam oddziałów Armii Czerwonej i rozpoznanie sytuacji taktycznej w tym rejonie. W tym celu zorganizowany został silny oddział wypadowy składający się z trzech grup. Grupa A, w składzie batalion 6 Dywizji Piechoty, pociąg pancerny „Listowski", dywizjon 2 pułku szwoleżerów i pluton artylerii, miała uderzyć na Bohusław od północy i zachodu. Grupa B, w składzie dwie kompanie 6 DP, szwadron 2 pułku szwoleżerów i pluton artylerii konnej, miała zająć Koropysze i stanowić odwód. Grupa C, w składzie trzy szwadrony 9 pułku ułanów i pluton artylerii konnej, miała stanowić oddział obejścia i odciąć odwrót przeciwnikowi uchodzącemu z Bohusławia.
W godzinach rannych grupy wypadowe ruszyły do działania. Maszerując na wschód wyparto z Koropysz i Pustowójtów trzy sotnie jazdy i pododdziały 391 pułku strzelców. We wczesnych godzinach popołudniowych 9 pułk ułanów zdobył Bohusław, biorąc 11 jeńców ze 130 BS, i zdobył trzy ckm-y. 3 szwadron pułku szarżował na uciekające tabory i zarąbał około 50 czerwonoarmistów z brygady Kotowskiego. Jednak na skutek opóźnienia się Grupy A, 500 strzelców z czterema działami wycofało się w kierunku Olchowca. Co prawda 9 pułk ułanów ścigał  wycofujące się sowieckie pododdziały, ale został omyłkowo ostrzelany przez nadciągającą artylerię Grupy A i po stracie trzech ułanów zawrócił.

## Bilans walk
Wypad, mimo zaangażowania dużych sił, nie przyniósł oczekiwanych efektów. Zawiodło współdziałanie. Rozpoznano jedynie ugrupowanie 44 Dywizji Strzelców, a zeznania nielicznych jeńców nie poszerzyły wiedzy dowództwa polskiego o zamiarach Armii Konnej. 